# Edward Heppenstall
Edward Heppenstall, né le 8 mai 1901 et mort en  1994, est un écrivain, un professeur et un théologien anglais de l'Église adventiste du septième jour. Un sondage en 1985 auprès des professeurs de théologie adventistes aux États-Unis indique qu'il est l'auteur qui a exercé la plus grande influence sur eux.   

## Biographie
Edward Heppenstall naît en 1901 à Rotherham dans le comté de Yorkshire en Angleterre. Il a seulement dix ans quand son père décède. Il se trouve contraint à treize ans de quitter l'école pour travailler douze heures par jour dans une usine qui fabrique des moteurs de sous-marins.
Jusqu'à l'âge de vingt-deux, Heppenstall est un agnostique déclaré. Il découvre alors les enseignements du christianisme et  après une période de lutte intérieure, il devient un adventiste du septième jour. Ressentant le besoin de s'instruire, il étudie pendant cinq ans les arts, la science, la théologie, le grec et l'hébreu au Collège adventiste de Stanborough, payant ses études en vendant des livres. Puis il accepte une proposition du Collège d'être professeur d'anglais, de logique et de grec. Il le sera pendant trois ans. Il ne le sait pas encore, mais l'enseignement de la logique contribuera à affiner sa capacité de réflexion théologique.
En 1931, Heppenstall quitte l'Angleterre et poursuit ses études à Emmanuel Missionary College (l'université Andrews aujourd'hui) à Berrien Springs dans le Michigan. Il obtient un baccalaureate degree (une licence) d'anglais, avec un minor en science et en théologie. Il est profondément influencé par l'emphase christocentrique de la justification par la foi du professeur William Prescott. Il obtient ensuite un master en histoire et en sémantique de l'université du Michigan à Ann Arbor.
En 1938, Edward Heppenstall épouse une enseignante norvégienne, Margit StrØm. Ils auront deux enfants, Malcolm et Astrid, qui deviendront plus tard médecins. En 1940, Heppenstall commence sa carrière de professeur de théologie à La Sierra College à Arlington (en) en Californie (aujourd'hui l'université de La Sierra (en)). Il est aussi le pasteur de l'église du Collège. Entretemps, il décroche en 1950 un Ph.D (doctorat) en éducation religieuse à l'université de la Californie du Sud.
En 1955, Heppenstall devient le doyen du département de théologie systématique au Séminaire adventiste de théologie à l'université Andrews. Son influence est désormais mondiale par ses écrits et ses voyages. De 1967 à 1970, il termine sa carrière en enseignant à l'université de Loma Linda en Californie.

## Théologie d'Heppenstall
La présentation d'Edward Heppenstall à la conférence biblique de 1952 à Takoma Park dans le Maryland sur les deux alliances et la loi morale le propulse comme un théologien influent au sein de l'Église adventiste. Il contribue à accroître la compréhension adventiste sur la nature du Christ, son ministère dans le sanctuaire céleste et la justification par la foi Sa théologie se caractérise par un profond christocentrisme, se focalisant sur le sacrifice d'expiation de Jésus-Christ et la justification par la foi appliqués à l'ensemble de l'histoire du salut.
Heppenstall est le théologien adventiste le plus influent sur la doctrine de la perfection chrétienne. Il indique que la Bible ne parle jamais de perfection absolue chez le croyant. Il souligne que la nature humaine de Jésus-Christ était unique. Comme Adam (le père de l'humanité), il naquit sans péché. Sa nature humaine était sainte (sans aucune tendance naturelle vers le mal). Par contraste, tous les autres êtres humains naissent pêcheurs. Ils ont une nature pécheresse. Mais à la différence d'Adam, Jésus-Christ est le seul à n'avoir jamais péché. Par la puissance de transformation du Saint-Esprit, la perfection des croyants est relative mais pas absolue. La perfection absolue ne se produira pas avant le retour du Christ. À ce moment-là, la nature des sauvés sera totalement transformée. Ils revêtiront un corps glorieux, immortel et saint (sans aucune tendance naturelle vers le mal).        
Selon Heppenstall, le salut par la grâce signifie la libération de la folie d'implanter son ego dans le plan du salut en cherchant à atteindre une perfection absolue. Il observe que le péché est plus profond que les actes mauvais. Il est ancré dans la nature même de l'être humain. Après la conversion, il ne règne plus sur sa vie du croyant mais cela ne signifie pas qu'il a disparu de sa nature. Comme John Wesley et Ellen White, Heppenstall soutient que selon la Bible, la perfection signifie la maturité spirituelle. C'est " marcher avec Dieu " dans l'amour.
Heppenstall contribue également à affiner la compréhension adventiste du ministère du Christ dans le sanctuaire céleste, en particulier sur l'instruction du jugement. Il souligne que les croyants n'ont rien à craindre de ce jugement car Dieu est de leur côté. Son objectif n'est pas d'écarter les gens du ciel mais d'en faire entrer autant que possible. Il est un Juge-avocat. En effet dans la culture hébraïque, le juge défend l'innocent. Son but est de réhabiliter les croyants sévèrement accusés par Satan. Il revendique le salut de ceux dont les noms sont inscrits dans le livre de vie.       
Par ses écrits et ses cours de théologie, Heppenstall a influencé un grand nombre de pasteurs et de théologiens, incluant le norvégien Jan Paulsen, un président de la Conférence générale (1999-2010). On retrouve ses thèmes dans les écrits de théologiens adventistes éminents comme le néerlandais Hans LaRondelle, le belge Raoul Dederen et l'américain Morris Venden.